# Kazimierz Czyński
Kazimierz Tadeusz Stefan Czyński (ur. 6 lutego 1891 w Przemyślu, zm. 15 listopada 1956 w Sulechowie) – polski aktor teatralny, reżyser teatralny i filmowy.

## Życiorys
Ukończył gimnazjum w Przemyślu, a następnie studiował we Lwowie, gdzie uczył się gry aktorskiej u Józefa Chmielińskiego. Jako aktor debiutował w 1910 roku na scenie lwowskiego Teatru Ludowego. Kolejne lata spędził w zespołach objazdowych, a w sezonie 1912/1913 występował w Poznaniu. Podczas I wojny światowej walczył w szeregach I Brygady Legionów Polskich, został wówczas ciężko ranny. Po zakończeniu walk występował w Warszawie (Teatr Polski 1918-1919, Reduta 1921-1925) oraz w Krakowie (Teatr Bagatela 1919-1920). W 1923 roku uzyskał uprawnienia reżyserskie i reżyserował m.in. w warszawskim Teatrze im. Aleksandra Fredry. Od 1926 roku do wybuchu II wojny światowej pracował w filmie, reżyserując oraz kierując zespołem Centrofilm (od 1929).
Podczas okupacji pracował fizycznie. W 1945 roku znalazł się w Lublinie, gdzie nawiązał współpracę z Wytwórnią Filmową „Czołówka”, reżyserując w latach 1945-1948 cztery filmy dokumentalne. W latach 1949–1952 pracował jako reżyser w teatrach w Częstochowie, Białymstoku, Gnieźnie, Kaliszu i Radomiu. W latach 1952–1953 kierował objazdowym Teatrem Ziemi Łódzkiej, a następnie reżyserował w Teatrze Dolnośląskim w Jeleniej Górze (1954-1955) oraz w Teatrze Ziemi Lubuskiej (1955-1956).
Oprócz pracy w teatrze pisał słuchowiska radiowe, scenariusze filmowe oraz publikował artykuły poświęcone teatrowi i filmowi. W 1949 roku wydał zbiór opowiadań pt. Tygrys i kuternoga.

## Filmografia
- Ku wyżynom (1926) - reżyseria
- Ryngraf (1927) - reżyseria
- Martwy węzeł (1927) - reżyseria
- Wiatr od morza (1930) - reżyseria